# Braunsia congoensis
Braunsia congoensis är en stekelart som beskrevs av Günther Enderlein 1904. Braunsia congoensis ingår i släktet Braunsia och familjen bracksteklar. Inga underarter finns listade.